# ジェシー・クリエル
ジェシー・クリエル（Jesse Kriel、1994年2月15日 - ）は、ジャパンラグビーリーグワン横浜キヤノンイーグルスに所属するラグビーユニオン選手。

## プロフィール
- 南アフリカ・ケープタウン出身[1]。
- ポジションはセンター(CTB)。
- 身長 186 cm、体重 95 kg
- ニックネームはJess。
- U20南アフリカ代表に選ばれたことがある[2]。
- 南アフリカ代表キャップは77（2025年1月現在）。
- 2015W杯・2019W杯・2023W杯の南アフリカ代表に選ばれた[3]。
- バーバリアンズに選ばれたことがある[4]。

## 略歴
マリッツバーグカレッジ、プレトリア大学、ブルー・ブルズ、ブルズを経て、2015年、NTTドコモレッドハリケーンズ(現・NTTドコモレッドハリケーンズ大阪)に加入。同年11月29日に行われたジャパンラグビートップリーグ第3節の神戸製鋼コベルコスティーラーズ戦に先発出場で日本での公式戦初出場を果たした。
2016年、NTTドコモレッドハリケーンズを退団後、2019年、キヤノンイーグルス(現・横浜キヤノンイーグルス)に加入。